# Ibn al-Faqīh al-Hamadānī
Ibn al-Faqīh al-Hamadānī (en árabe: ابن الفقیه الهمداني‎; Hamadán, 869-entre 941 y 951) fue un geógrafo persa y un historiador por su obra Mukhtaṣar Kitāb al-buldān (ﻣﺨﺘﺼﺮ ﻛﺘﺎﺏ ﺍﻟﺒﻠﺪﺍﻥ, "Compendio Libro de los Países"). De su vida no se conoce nada ni ninguna de sus obras nos ha sobrevivido. El trabajo que le dedicó el orientalista holandés Michael Jan de Goeje, está basado en las informaciones que de él y de su trabajo nos proveen los autores árabes: Ibn al-Nadīm y al-Muqaddasi.
En 1923, el estudioso turco Zeki Velidi Togan creyó encontrar una copia del Mukhtaṣar Kitāb al-buldān en un manuscrito contenido en la Biblioteca del Mausoleo del Imām Alī al-Reża en Mashhad, aunque no fue posible afirmar con certeza la paternidad de la obra, en vista de que faltan completamente la primera y la última página, donde normalmente figuran el incipit y el colofón.
La relevancia histórica de la obra de Ibn al-Faqīh al-Hamadānī está bien expresada por André Miquel que subrayó la abundancia de temáticas de adab presentes en el Mukhtaṣar Kitāb al-buldān y las numerosas observaciones históricas que acompañaban las descripciones geográficas.